# ムシェイレブ・トラム
ムシェイレブ・トラムは、カタールの首都ドーハのムシェイレブで運行されているトラムである。

## 概要

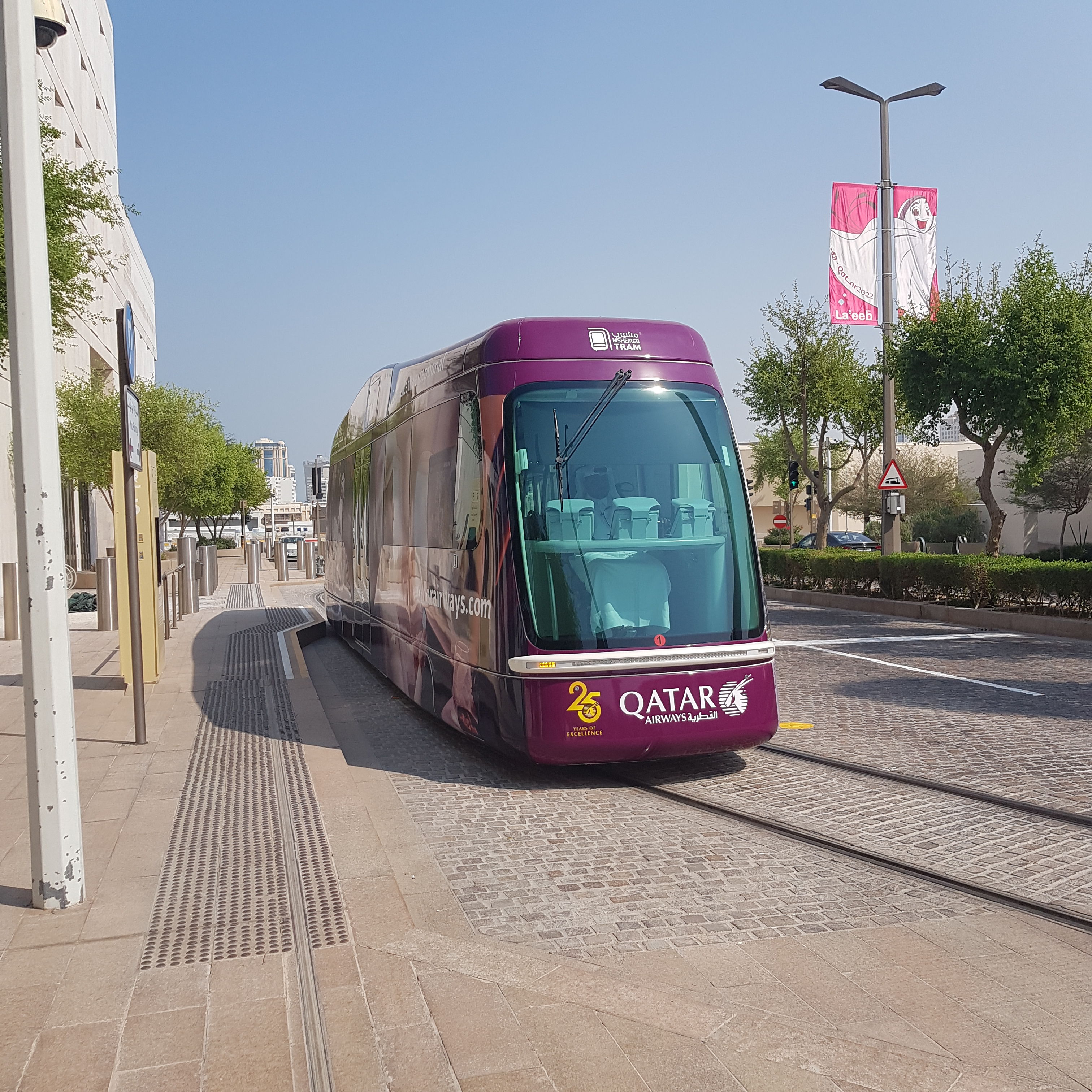
ムシェイレブ・トラムの車両

ドーハ中心部のムシェイレブ地区で、1周約2kmの距離を反時計回り一方通行で環状運転されている。
2019年12月30日開業で、運賃は無料。バッテリーと回生ブレーキおよび小型発電機が搭載されているTIG/m社製の車両が使用されている。

## 路線データ
- 路線距離：2.1km
- 駅数：9駅
- 軌間：1,435mm（標準軌）
- 複線区間：なし（全線単線）